# 三輪崎站
三輪崎站（日语：／ Miwasaki eki */?）是位於和歌山縣新宮市三輪崎，屬於西日本旅客鐵道（JR西日本）的紀勢本線（紀國線）車站。

## 歷史
- 1912年（大正元年）12月4日 - 新宮鐵道（日语：新宮鉄道）此站至勝浦站（現時為紀伊勝浦站）之間開通，此站也啟用，但當時車站的平假名為「日语：」[1]。
- 1913年（大正2年）3月1日 - 新宮鐵道新宮站經熊野地站至此站開通[1]。
- 1934年（昭和9年）7月1日 - 新宮鐵道國有化，成為國鐵紀勢中線的車站[1]。同時車站的平假名改為「日语：」。
- 1938年（昭和13年）5月20日 - 新宮站至此站之間使用新路線[1]。包括熊野地站在內的舊線廢止（部分舊線區間變為貨物支線，隨後在1982年支線廢止）。
- 1940年（昭和15年）8月8日 - 江住站至串本站之間開通，同時路線改名為紀勢西線[1]。
- 1959年（昭和34年）7月15日 - 三木里站至新鹿站之間開通，同時路線改名為紀勢本線[1]。
- 1985年（昭和60年）3月14日- 成為無人車站。
- 1986年（昭和61年）3月 - 現時的車站大樓竣工。
- 1987年（昭和62年）4月1日 - 伴隨國鐵分割民營化，車站由西日本旅客鐵道（JR西日本）營運[1]。

## 車站構造
車站設有2面2線的相對式月台，可進行列車交會的地面車站。車站大樓位於紀伊田邊方向的月台側，兩月台設有跨線橋連接。
車站由新宮站管理，為無人車站。在1986年3月，新的簡易車站大樓竣工，在大樓內設有廁所和候車室。在候車室曾設有簡易自動售票機，但是由於機件老化，已於2013年12月10日撒走。

### 月台
| 月台 | 路線   | 方向                           |
| ---- | ------ | ------------------------------ |
| 1    | 紀國線 | 紀伊勝浦、紀伊田邊、和歌山方向 |
| 2    | 紀國線 | 新宮方向                       |

## 使用狀況
以下列出近年1日平均乘車人次。
| 年度   | 一日平均 乘車人次 |
| ------ | ----------------- |
| 1998年 | 184               |
| 1999年 | 176               |
| 2000年 | 144               |
| 2001年 | 147               |
| 2002年 | 120               |
| 2003年 | 113               |
| 2004年 | 94                |
| 2005年 | 95                |
| 2006年 | 87                |
| 2007年 | 72                |
| 2008年 | 64                |
| 2009年 | 60                |
| 2010年 | 61                |
| 2011年 | 48                |
| 2012年 | 48                |
| 2013年 | 42                |
| 2014年 | 25                |
| 2015年 | 19                |
| 2016年 | 27                |
| 2017年 | 28                |

## 車站周邊
三輪崎一個漁港之町，車站位於三輪崎市區北邊的位置。三輪崎町在1933年（昭和8年）の10月1日與新宮町合併。車站鄰近國道42號舊道，從車站經舊道步行數分鐘便到達海邊（熊野灘）。
- 新宮市政廳三輪崎分所
- 三輪崎郵局
- 新宮警署三輪崎崗亭
- 新宮市立三輪崎小學
- 新宮市立光洋中學
- 高野坂（页面存档备份，存于）（世界文化遺產，紀伊山地的聖地及朝聖路）
- 國道42號

## 相鄰車站
西日本旅客鐵道
 紀國線（紀勢本線）
新宮－三輪崎－紀伊佐野

### 曾經存在的路線
鐵道省（國有鐵道）
紀勢中線（舊線）
熊野地－三輪崎（－秋津野（現時：紀伊佐野））
※熊野地站與三輪崎站之間曾設有廣角站，在轉用新線前於1937年已經廢止。

## 注腳
1. 1 2 3 4 5 6 7 8  曾根悟（監修）. 朝日新聞出版分冊百科編集部（編集） , 编. . 朝日百科週刊. 25號 紀勢本線、參宮線、名松線. 朝日新聞出版. 2010-01-10: 18–21.
2. ↑  『和歌山縣統計年鑑』及『和歌山縣公共交通機關等資料集』

## 外部連結
- 三輪崎｜車站資訊：JR出門網 - 西日本旅客鐵道